# Champ Car Series 1995
De Champ Car Series 1995 was het zeventiende CART kampioenschap dat gehouden werd tussen 1979 en 2007. Het werd gewonnen door Jacques Villeneuve. Het was het laatste seizoen voor de afsplitsing van de Indy Racing League. De Indianapolis 500 race werd eveneens gewonnen door Jacques Villeneuve en het was als gevolg van de komst van de nieuwe raceklasse de laatste keer dat deze race op de Champ Car kalender stond.

## Races
|    | Datum        | Circuit                         | Winnaar            | Tweede               | Derde              | Pole position      |
| 1  | 5 maart      | Stratencircuit Miami            | Jacques Villeneuve | Mauricio Gugelmin    | Bobby Rahal        | Michael Andretti   |
| 2  | 19 maart     | Surfers Paradise                | Paul Tracy         | Bobby Rahal          | Scott Pruett       | Michael Andretti   |
| 3  | 2 april      | Phoenix International Raceway   | Robby Gordon       | Michael Andretti     | Emerson Fittipaldi | Bryan Herta        |
| 4  | 9 april      | Stratencircuit Long Beach       | Al Unser Jr.       | Scott Pruett         | Teo Fabi           | Michael Andretti   |
| 5  | 23 april     | Nazareth Speedway               | Emerson Fittipaldi | Jacques Villeneuve   | Stefan Johansson   | Robby Gordon       |
| 6  | 28 mei       | Indianapolis Motor Speedway     | Jacques Villeneuve | Christian Fittipaldi | Bobby Rahal        | Scott Brayton      |
| 7  | 4 juni       | Milwaukee Mile                  | Paul Tracy         | Al Unser Jr.         | Michael Andretti   | Teo Fabi           |
| 8  | 11 juni      | Belle Isle Park                 | Robby Gordon       | Jimmy Vasser         | Scott Pruett       | Robby Gordon       |
| 9  | 25 juni      | Portland International Raceway  | Al Unser Jr.       | Jimmy Vasser         | Bobby Rahal        | Jacques Villeneuve |
| 10 | 9 juli       | Road America                    | Jacques Villeneuve | Paul Tracy           | Jimmy Vasser       | Jacques Villeneuve |
| 11 | 16 juli      | Stratencircuit Toronto          | Michael Andretti   | Bobby Rahal          | Jacques Villeneuve | Jacques Villeneuve |
| 12 | 23 juli      | Cleveland                       | Jacques Villeneuve | Bryan Herta          | Jimmy Vasser       | Gil de Ferran      |
| 13 | 30 juli      | Michigan International Speedway | Scott Pruett       | Al Unser Jr.         | Adrián Fernández   | Parker Johnstone   |
| 14 | 13 augustus  | Mid-Ohio Sports Car Course      | Al Unser Jr.       | Paul Tracy           | Jacques Villeneuve | Jacques Villeneuve |
| 15 | 20 augustus  | New Hampshire Motor Speedway    | André Ribeiro      | Michael Andretti     | Al Unser Jr.       | André Ribeiro      |
| 16 | 3 september  | Stratencircuit Vancouver        | Al Unser Jr.       | Gil de Ferran        | Robby Gordon       | Jacques Villeneuve |
| 17 | 10 september | Laguna Seca                     | Gil de Ferran      | Paul Tracy           | Mauricio Gugelmin  | Jacques Villeneuve |

## Eindrangschikking (Top 10)
| Rank | Rijder             | Ptn |
| ---- | ------------------ | --- |
| 1.   | Jacques Villeneuve | 172 |
| 2.   | Al Unser Jr.       | 161 |
| 3.   | Bobby Rahal        | 128 |
| 4.   | Michael Andretti   | 123 |
| 5.   | Robby Gordon       | 121 |
| 6.   | Paul Tracy         | 116 |
| 7.   | Scott Pruett       | 112 |
| 8.   | Jimmy Vasser       | 92  |
| 9.   | Teo Fabi           | 83  |
| 10.  | Mauricio Gugelmin  | 80  |

1979 · 
1980 ·
1981 ·
1982 ·
1983 ·
1984 ·
1985 ·
1986 ·
1987 ·
1988 ·
1989 ·
1990 ·
1991 ·
1992 ·
1993 ·
1994 ·
1995 ·
1996 ·
1997 ·
1998 ·
1999 ·
2000 ·
2001 ·
2002 ·
2003 ·
2004 ·
2005 ·
2006 ·
2007